# Potok Służewiecki

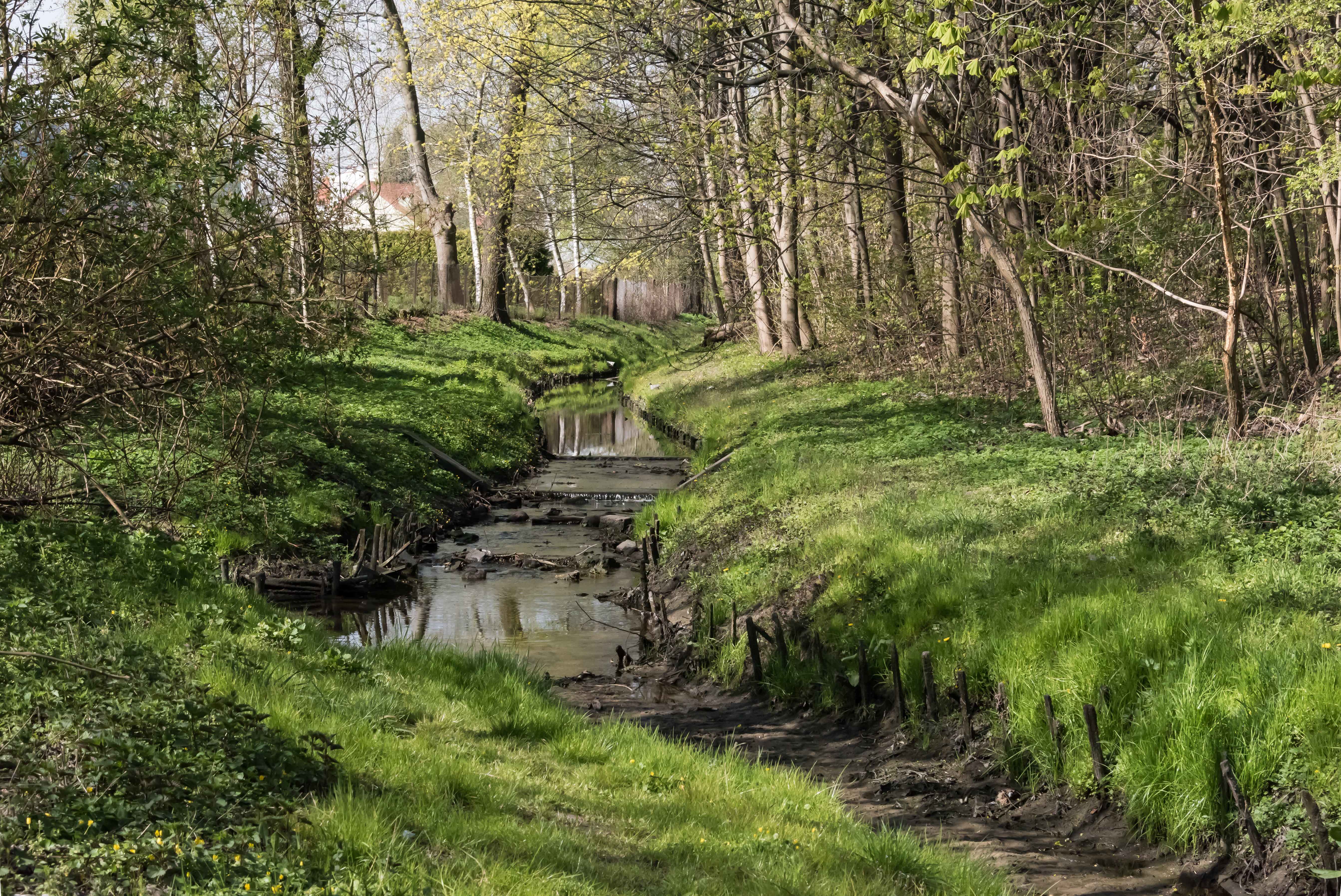
Potok Służewiecki w parku Wyczółki

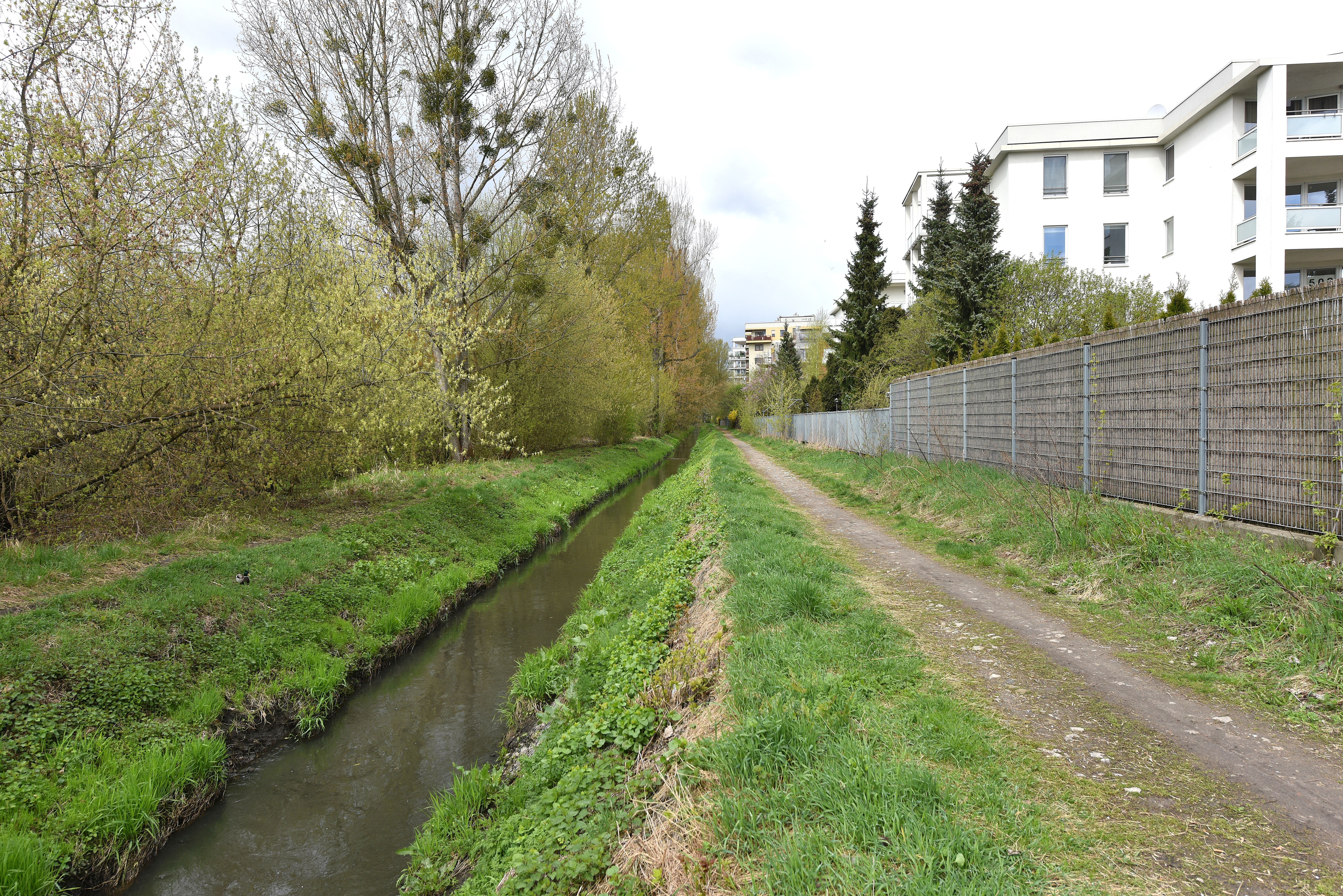
Potok przy ul. Przy Grobli

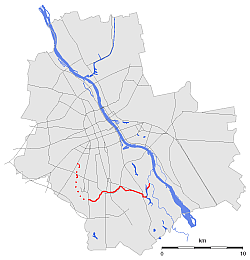
Potok Służewiecki (czerwona linia) na tle konturu Warszawy, razem z Kanałem Sobieskiego jako jego częścią.

Potok Służewiecki, Potok Służewski – potok wypływający z rejonu Szczęśliwic, płynący przez tereny Służewca, poprzez Dolinkę Służewską i dalej aż do Wilanowa, gdzie poprzez Jezioro Wilanowskie i Kanał Sobieskiego uchodzi do rzeki Wilanówki.
Jego zlewnia w całości znajduje się w granicach m.st. Warszawy, a jego dolny odcinek znajduje się na terenie parku pałacu wilanowskiego.
W imieniu Skarbu Państwa Potokiem Służewieckim włada Marszałek Województwa Mazowieckiego, a zarządza nim Wojewódzki Zarząd Melioracji i Urządzeń Wodnych.

## Historia
Potok stanowi fragment dawnej rzeki Sadurki, która rozpoczynała bieg między obecnym dworcem Warszawa Zachodnia a Włochami. Od XIII do XVI wieku wzdłuż tej rzeki od wsi Służewo (obecnie Służew) w kierunku Włoch następował proces intensywnego osadnictwa.
Wody Sadurki wcześniej jednak nie odpływały z Doliny Służewskiej do Wisły przez Jeziorko Wilanowskie, ale w kierunku północno-wschodnim przez Łazienki, w innym wariancie potem też do Jeziorka Czerniakowskiego. Prawdopodobnie dopiero w 1681 r. Locci skierował ten potok do Wilanowa. W XVIII wieku potok został czasowo poprowadzony dawnym korytem w celu zasilenia wodą stawów w Łazienkach.
W okresie międzywojennym po przeprowadzonej regulacji górny odcinek cieku nazwano kanałem Wola-Okęcie, a całość kanałem Wola-Okęcie-Wilanów (WOW). Po kolejnych etapach regulacji przyjęto nazwę potok Służewiecki (już po wojnie, około roku 1970).
Od 1995 roku istnieje druga, alternatywna nazwa – potok Służewski.
W 1998 roku Państwowy Inspektor Ochrony Środowiska uznał potok za ciek powierzchniowy.

## Przebieg
Według Państwowego Rejestru Nazw Geograficznych (PRNG) Potok Służewiecki rozpoczyna się kilkadziesiąt metrów po wypłynięciu spod Lotniska Chopina i przepłynięciu pod ulicą Wirażową oraz torami kolejowymi. Niektóre inne źródła za początek kanału uznają już miejsce wypłynięcia spod lotniska.
Część źródeł podaje, że Potok Służewiecki rozpoczyna się dużo wcześniej – tuż na wschód od Grójeckiej w rejonie Szczęśliwic. Prawie na całym tym początkowym odcinku włącznie z terenem lotniska jest jednak kanałem krytym (zamkniętym):
| Odcinek                            | Komentarz                             | Długość [km]    |
| ---------------------------------- | ------------------------------------- | --------------- |
| tuż na wschód od Grójeckiej        | kanał kryty                           | ok. 0,25        |
| ogródki działkowe przy ul. Drygały | rów                                   | 0,3             |
| ul. Radarowa                       | rurociąg (kanał zamknięty)            | 1,1             |
| ogródki działkowe przy ul. Hynka   | rów (kanał otwarty)                   | 0,4             |
| lotnisko Okęcie                    | przewód kryty (kanał kryty, kolektor) | ok. 2,5 (ok. 4) |

Po minięciu lotniska potok już do końca biegnie na powierzchni ziemi, znikając jedynie pod dawną fabryką domów poniżej Stawów Berensewicza. Płynie przez tereny Służewca, potem wzdłuż Doliny Służewieckiej (przez park Dolinka Służewska) i alei Wilanowskiej aż do Wilanowa.
W Wilanowie uchodzi do Jeziorka Wilanowskiego, będąc jego głównym dopływem. Według Państwowego Rejestru Nazw Geograficznych (PRNG) końcowym odcinkiem Potoku Służewieckiego jest Kanał Sobieskiego, łączący potem Jeziorko Wilanowskie z Wilanówką.
Długość potoku do Jeziorka Wilanowskiego razem z odcinkami zamkniętymi wynosi 15,8 km.

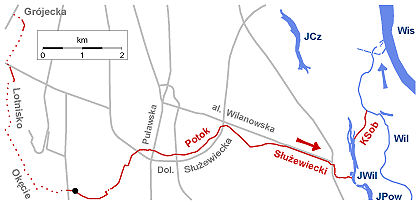
Ciąg wodny Potok Służewiecki – Jeziorko Wilanowskie (JWil) – Kanał Sobieskiego (KSob). Pozostałe oznaczenia: • • • kanał zamknięty, ● początek potoku według PRNG, Wil – Wilanówka, Wis – Wisła, JPow – Jeziorko Powsinkowskie, JCz – Jeziorko Czerniakowskie.

## Stawy
Wzdłuż Potoku Służewieckiego położony jest szereg niewielkich stawów:
- Stawy Berensewicza[10][3][11] (przepływowe[6])
- Staw Wyścigi[3] (przepływowy[6])
- stawy Doliny Służewskiej[3]
  - Staw Służewiecki[3][11], osuszony[3], potem, w 2013 poddany rekultywacji[15] (przepływowy[6])
  - 11 stawów utworzonych w latach osiemdziesiątych XX wieku – Stawy Kaczeńcowy Górny i Kaczeńcowy Dolny, Stawy Nenufarowe, Staw Niezapominajki, Staw Czarcie Oczko (Trzykrotki), Staw Parzydło, Stawy Irysowy Górny i Irysowy Dolny. Jeden z nich jest zasypany, część jest osuszona[3].
- Księży Staw z XVII w., poniżej dolinki, osuszony[3]
- Staw Południowy, zasilany z ujęcia bocznego tuż przed kaskadą przed Jeziorem Wilanowskim[16]

W kwietniu 2018 przy ujściu potoku ze Stawu Służewieckiego uruchomiono minielektrownię wodną o mocy ok. 3 kW.

## Dopływy
Dopływami Potoku Służewieckiego są:
- Kanał Grabowski[2][14] (Rów Grabowski[11]), wpadający przy Stawach Berensewicza[i]. Jego dopływem jest Kanał Imieliński[2][j][14].
- Rów Wolica[2][14] (Kanał Wolicki[3]) wpadający do niego w okolicy ulicy Arbuzowej[3].
- Rów Wolicki[2][3] (Kanał Wolicki[14]) wpadający do niego przy ul. Przyczółkowej[k].
- Rów Wyścigi[10],
- rowy nienazwane[10].

## Zrzuty ścieków
W latach 60. i 70. zdarzało się, że do potoku trafiało paliwo z portu lotniczego Warszawa-Okęcie, zanieczyszczając wody w Wilanowie. Od lat 70. potok odprowadza ścieki deszczowe. Współcześnie są to ścieki deszczowe:
- oczyszczone – z oczyszczalni ścieków deszczowych (OŚD) Lotniska Chopina[19][3] w rejonie ul. Wirażowej[19]
- nieoczyszczone – z wielu miejsc zlewni potoku, w tym z Kanału Wolickiego przy Arbuzowej[3]

Zanieczyszczony potok ze względu na swoją nieprzyjemną woń zyskał zwyczajową nazwę Smródka. Jedną z przyczyn takiego stanu rzeczy jest fakt, że od połowy lat 70. XX w. do 1999 potok oficjalnie uznawany był za odkryty kanał ściekowy, który do dziś (już po przywróceniu mu statusu cieku naturalnego) odprowadza ścieki opadowe z ok. 10% powierzchni Warszawy. Oprócz ścieków opadowych do potoku dostają się wprowadzane nielegalnie substancje ropopochodne i barwniki, o czym zarządzające Jeziorem Wilanowskim (do którego uchodzi Potok Służewiecki) Muzeum Pałacu Króla Jana III w Wilanowie złożyło dwa doniesienia do prokuratury – w grudniu 2005 i w marcu 2007. W 2021 kolejne takie zawiadomienie złożyła jedna z organizacji społecznych - sprawa dotyczyła zrzutu substancji ropopochodnych do Stawu Służewieckiego. Prokuratura Rejonowa Warszawa-Mokotów wszczęła w tej sprawie śledztwo, jednak ostatecznie je umorzyła.

## Wezbrania

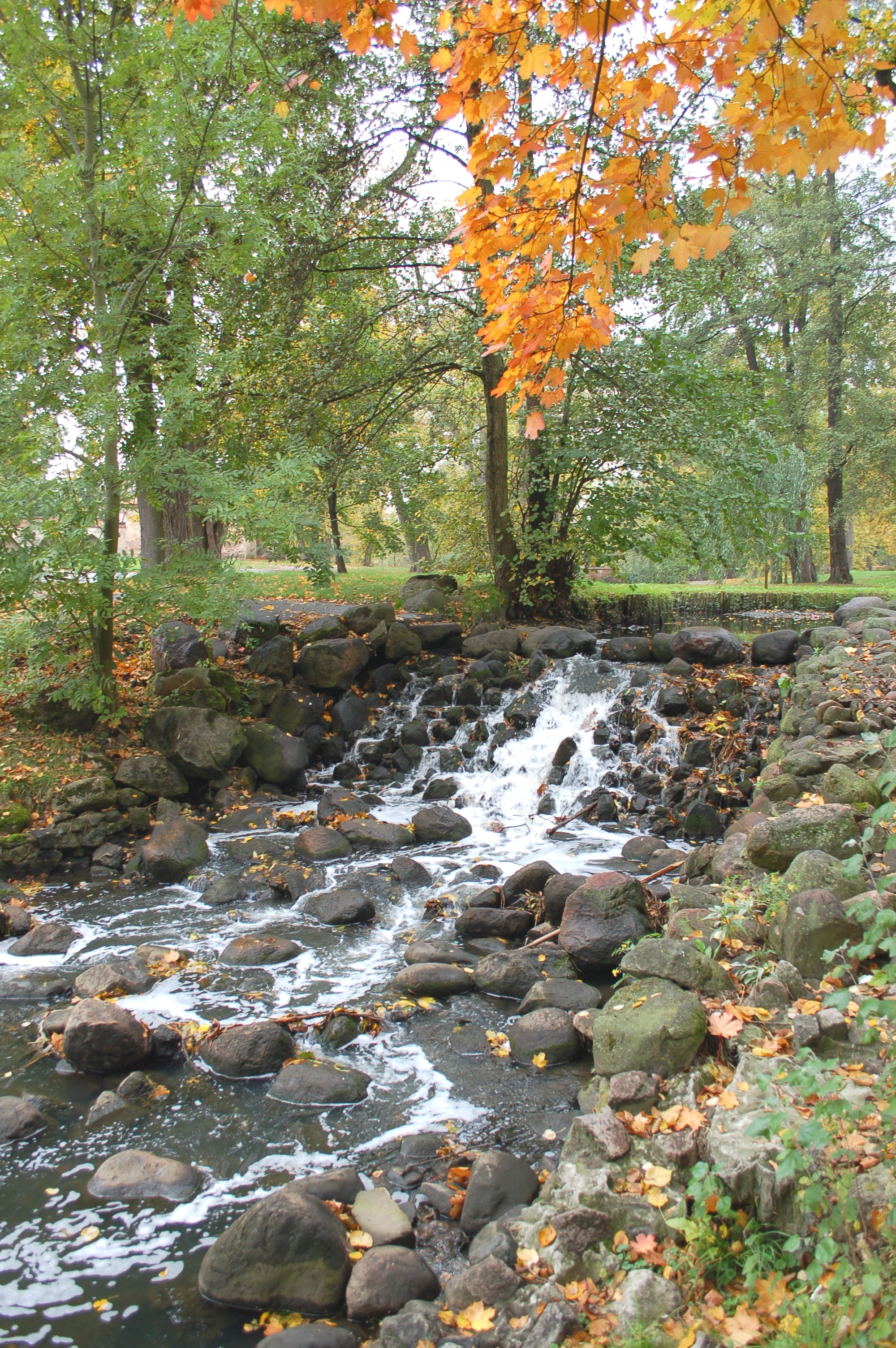
Kaskada w Wilanowie

Już w latach 1997-2000 dochodziło do wylewów powodziowych spowodowanych przez ścieki deszczowe.
Po gwałtownych ulewach potok wylewa na pola pomiędzy ul. Fosa a Arbuzową. Powoduje to całkowite zatopienia położonych tam działek. Rozlewisko potrafi utrzymywać się przez 2 tygodnie, nad polami unosi się smród oraz wylęga się plaga komarów. W latach 90. XX w. i w maju 2002 dochodziło do poważnych zalań i zniszczeń. Miało temu zapobiec pogłębienie Potoku – koryto zostało odmulone na odcinku Wilanów – Arbuzowa, ale nie zapobiegło to dalszym podtopieniom. W maju 2009 roku przebieg odcinka koryta biegnący wzdłuż al. Wilanowskiej został uproszczony, jest to część inwestycji połączonej z budową mostu dla powstającej al. Rzeczypospolitej.
W 2004 roku odbudowano Stawy Berensewicza w celu wykorzystania jako zbiornik retencyjny wód potoku oraz w ramach odtwarzania zespołu dworsko-ogrodowego „Wyczółki”.